# جوردن ألين
جوردن ألين (بالإنجليزية: Jordan Allen)‏ (25 أبريل 1995 بروتشستر في الولايات المتحدة - ) هو لاعب كرة قدم أمريكي في مركز الوسط. شارك مع منتخب الولايات المتحدة تحت 17 سنة لكرة القدم ومنتخب الولايات المتحدة تحت 18 سنة لكرة القدم ومنتخب الولايات المتحدة تحت 20 سنة لكرة القدم. أما مع النوادي، فقد لعب مع ريال سالت ليك.

## وصلات خارجية
- جوردن ألين على موقع الدوري الأمريكي (الإنجليزية)
- جوردن ألين على موقع قاعدة بيانات كرة القدم.إي يو (الإنجليزية)
- جوردن ألين على موقع Soccerway.com (الإنجليزية)
- جوردن ألين على موقع AS.com (الإسبانية)